# Rhynchospora sclerioides
Rhynchospora sclerioides är en halvgräsart som beskrevs av William Jackson Hooker och George Arnott Walker Arnott. Rhynchospora sclerioides ingår i släktet småag, och familjen halvgräs. Inga underarter finns listade i Catalogue of Life.